# Casa del Palatinado-Birkenfeld

Escudo de armas de Jorge Guillermo, Conde Palatino de Zweibrücken-Birkenfeld.

Palatinado-Birkenfeld (en alemán: Pfalz-Birkenfeld), después Palatinado-Zweibrücken-Birkenfeld, fue el nombre de una línea colateral del Palatino de los Wittelsbach. Los Condes Palatinos de esta línea gobernaron inicialmente solamente un territorio relativamente sin importancia, es decir, la parte trasera del Palatino el Condado de Sponheim; sin embargo, su importancia creció en forma sostenida. Todos los miembros vivos de la Casa de Wittelsbach descienden del Palatinado-Birkenfeld, que llegaría a ser la rama principal de los Reyes de Baviera.  

## Historia

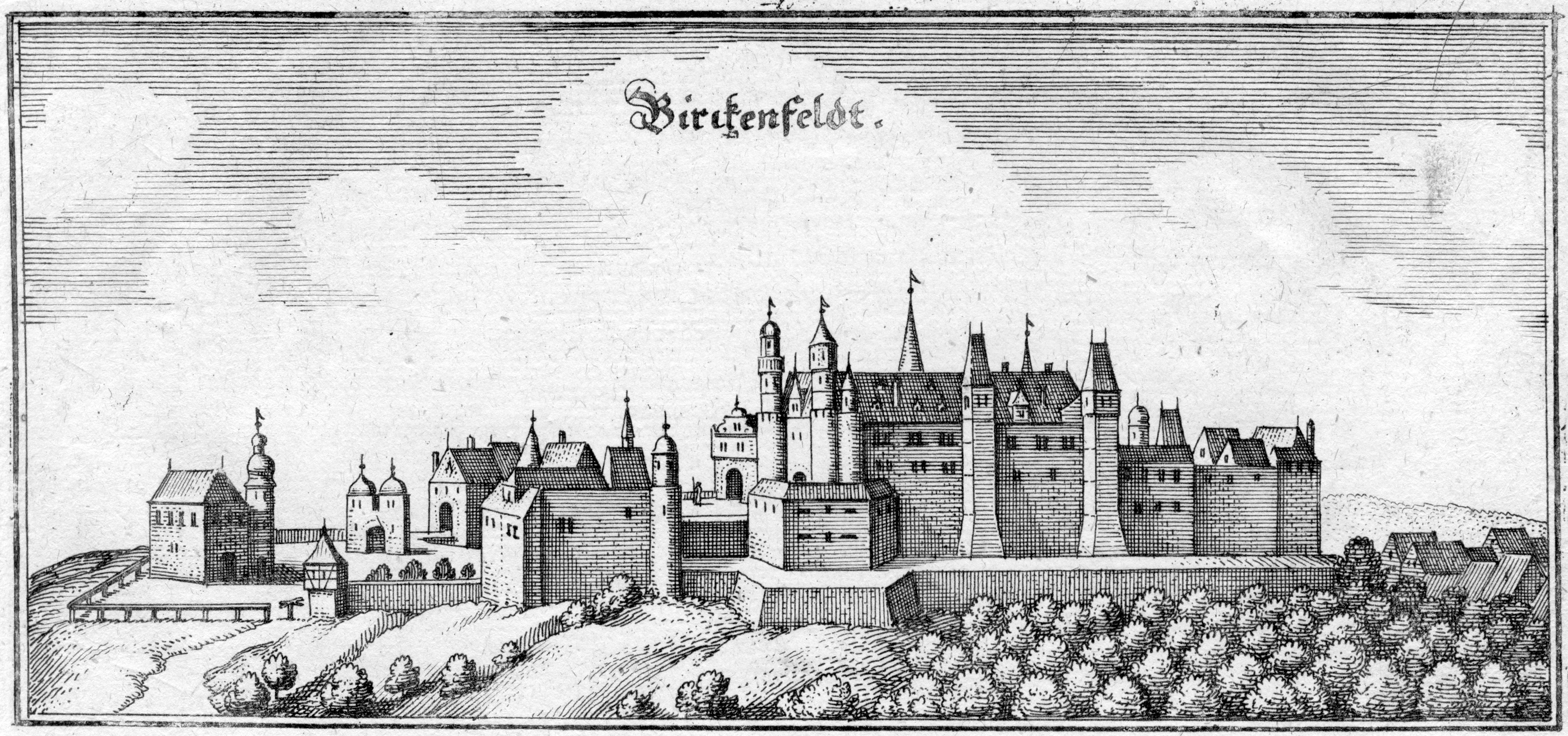
Castillo de Birkenfeld, en un grabado de Matthäus Merian de 1645.

El patriarca de la línea era Carlos I del Palatinado-Zweibrücken-Birkenfeld. Él fue hijo del Duque Wolfgang de Zweibrücken, quien murió en 1569, legó la parte trasera del Palatinado el Condado de Sponheim a su hijo Carlos. Este último eligió a Birkenfeld como su residencia en 1595, a través del tratado de Kastellaun conjuntamente con el gobernante del Margrave de Baden, Eduardo Fortunato, se aseguró el gobierno exclusivo de las zonas de Birkenfeld y Allenbach (hasta 1671). Bajo su mandato, el castillo de Birkenfeld pasó por una gran expansión. Tras la muerte de Carlos en 1600, fue sucedido por Jorge Guillermo, que gobernó hasta 1669. Fue sucedido por Carlos Otón, quien sin embargo murió en 1671. La herencia pasó a Cristián II, un hijo de su hermano menor Jorge Guillermo, quien había recibido previamente el Señorío de Bischweiler de las particiones de Zweibrücken y así fundó la línea del Palatinado-Birkenfeld-Bischweiler. Su hijo Cristián III terminó con la residencia oficial en Birkenfeld en 1717 y residió principalmente en Bischweiler, alternando con Zweibrücken después de 1734, año en que le sucedió en el ducado de Zweibrücken.  Fue sucedido por su hijo Cristián IV, que sin embargo se casó con alguien inferior de su condición, con la bailarina Marianne Camasse, de modo que sus hijos no tenían derecho a heredar. Después de la muerte de Cristián su sobrino Carlos II Augusto Cristián se convirtió en gobernante. Bajo su mandato, la parte posterior del Condado de Sponheim fue finalmente dividido. Se acordó que de los dos gobernantes conjuntos, el Margrave de Baden fue hacer el reparto y luego el conde palatino de Renania fue escoger su parte. Posiblemente la esperanza en el lado Baden era que Carlos III Augusto decidiría sobre la parte en la que se encuentran Birkenfeld y el asiento de la familia; sin embargo, Carlos III Augusto decidió la región de Mosel alrededor Trarbach, de manera que después de 1776 la región Birkenfeld se convirtió en la posesión exclusiva de Baden. Su hermano Maximiliano I José le sucedió después de su muerte en 1795. Como resultado de las guerras de sucesión de la Revolución Francesa fue el último duque de Zweibrücken, convirtiéndose en 1799 en palatino y elector de Baviera y en 1806 en el primer rey de Baviera.
Antes de esto, en 1645, Juan Carlos, un hermano menor de Cristián II, había fundado la línea colateral del Palatinado-Birkenfeld-Gelnhausen. Desde 1799 en adelante, sus descendientes serían denominados "Su Alteza Real el Duque en Baviera".

## Condes Palatinos de Birkenfeld

### Palatinado-Birkenfeld
- Carlos I (1584-1600).
- Jorge Guillermo (1600-1669).
- Carlos II Otón (1669-1671).

### Palatinado-Bischweiler-Birkenfeld
- Cristián II (1671-1717).
- Cristián III (1717-1735), desde 1731 Conde Palatino y Duque de Zweibrücken.

### Palatinado-Birkenfeld-Zweibrücken
- Cristián IV (1735-1775).
- Carlos III Augusto Cristián (1775-1795).
- Maximiliano I José (1795-1825).